# شب روباه (مجموعه تلویزیونی)
شب روباه یک مجموعه تلویزیونی محصول سال ۱۳۷۵–۱۳۷۶ به کارگردانی همایون اسعدیان، نویسندگی ابوالفضل آهنچیان، همایون اسعدیان و تهیه‌کنندگی حسین یاریار می‌باشد که از شبکه پخش شد. این مجموعه نسخه تلویزیونی فیلم شب روباه می‌باشد.

## بازیگران
- امیرحسین صدیق
- زیبا بروفه
- اکبر دودکار
- بهروز بقایی
- جعفر بزرگی
- حسن شریعتی
- حسین یاریار
- حمید دلشکیب
- سلیم موسوی
- شاپور کلهر
- غلامحسین لطفی
- مجید مشیری
- مجید میرزاییان
- محمد برسوزیان
- محمد سیف‌اللهی
- محمد متوسلانی
- محمدرضا زندی
- محمود بصیری
- محمود مقامی
- مهران غفوریان
- مهری ودادیان
- نادر دلاور
- لوریک میناسیان